# Fortuna (ensemble de musique ancienne)
Pour les articles homonymes, voir Fortuna.
Fortuna est un ensemble de musique ancienne néerlandais, dirigé par Jacqueline Dubalch. 

## Fortuna
L'ensemble Fortuna s'est produit dans des festivals de musique ancienne des Pays-Bas et de l'étranger, comme le Festival des Flandres (Laus Polyphoniae, Anvers), le Festival Seviqc (Brežice, Slovénie) et le Festival de musique ancienne du Marais à Paris.
Fortuna organise des cours et des ateliers sur la musique médiévale, animés par les musiciens de l'ensemble et destinés aux amateurs expérimentés, ainsi qu'aux chanteurs et instrumentistes voulant apprendre à connaître ce répertoire.

## Discographie
- Adieu vous di: Ars nova van de Lage Landen, SACD, Aliud ACD HD 026-2, 2008.
- Johannes Ciconia & Guillaume Dufay: chansons, SACD (œuvres de Caserta, de Ciconia, de Dufay, de Fabri, de Landini et de compositeurs anonymes), Aliud ACD BH 047-2, 2010.
- Dutch! Ars Nova songs in Dutch (œuvres de Thomas et de Martinus Fabri), Aliud APCD BE 004-2, 2013.